# Cordyceps nakazawae
Espèce
Cordyceps nakazawae est une espèce de champignons ascomycètes de la famille des Cordycipitaceae.
Sporophore de forme cylindrique, de 4 à 15 cm de haut, sur 3 à 5 mm de diamètre. La tête se distingue du pied et est un peu épaissie, d'abord blanchâtre, puis marron à brun foncé.
Les verrues granuleuses sont assez discrètes, l'espèce est caractérisée par des poils courts brun sombre sur le stipe, Chair élastique, caoutchouteuse.

## Écologie
Ce champignon parasite les larves des coléoptères. On le trouve dans les forêts mixtes et de feuillus sur bois en décomposition et les souches.  Endémique au Japon.